# Dinasztia (televíziós sorozat)
A Dinasztia (angolul: Dynasty) egy amerikai főműsoridős szappanopera, amit 1981. január 12-én kezdett vetíteni az ABC Amerikában. Az utolsó részt 1989. május 11-én mutatták be. A sorozat a Carrington család életébe nyer bepillantást, akik egy jómódú Denverben élő olajfamília. Magyarországon a TV3 mutatta be 1997. október 27-én.

## Kezdetek
A sorozatot Richard és Esther Shapiro alkotta meg. Először az Olaj címet adták neki, de a csatorna vezetése elvetette az ötletet, majd később kapta a Dynasty nevet. A főkarakter szerepét először George Peppard-nak szánták. A korai írásokban az alkotók a két rivális család nevét (Carrington és Colby) először Parkhurst és Corby néven említették.
Később George Peppard-ot nem találták megfelelőnek a szerepre, ezért John Forsythe vette át a karaktert, aki világhírűvé tette figuráját, Blake Carrington-t. Az utolsó pillanatban megváltoztatták a családneveket, majd Carringtonék és Colbyék Rómeó és Júlia-szerű rivalizálása, háborúskodása megkezdődött.
Az első évadot 1980-ban készítették el, amelyet rögtön el is töröltek az ellenségeskedések miatt a csatornák és a Screen Actors Guild társulása és az Amerikai Televíziós és Rádiós Művészek Szövetsége között, ami később sztrájkot okozott. Sok sorozatot hónapokra elhalasztottak, és a Dinasztia nem is látott napvilágot egészen 1981. január 12-éig.

## Szereplők
| Szereplő                                          | Színész                | Magyar hang         |
| ------------------------------------------------- | ---------------------- | ------------------- |
| Blake Carrington                                  | John Forsythe          | Szélyes Imre        |
| Krystle Grant Jennings Carrington / Rita Lesley   | Linda Evans            | Tóth Éva            |
| Alexis Morell Carrington Colby Dexter Rowan       | Joan Collins           | Andai Györgyi       |
| Jeffrey Broderick "Jeff" Colby                    | John James             | Crespo Rodrigo      |
| Fallon Carrington Colby                           | Pamela Sue Martin      | Roatis Andrea       |
| Steven Daniel Carrington                          | Al Corley Jack Coleman | Dévai Balázs        |
| Adam Alexander Carrington                         | Gordon Thomson         | Rékasi Károly       |
| Amanda Bedford Carrington                         | Catherine Oxenberg     | Kiss Eszter         |
| Kirby Alicia Anders Colby                         | Kathleen Beller        | Majsai-Nyilas Tünde |
| Millie "Dominique" Cox Deveraux Lloyd             | Diahann Carroll        | Hegyi Barbara       |
| Farnsworth "Dex" Dexter                           | Michael Nader          | Gergely Róbert      |
| Claudia Johnson Blaisdel Carrington               | Pamela Bellwood        | Ábrahám Edit        |
| Matthew Blaisdel                                  | Bo Hopkins             | Kőszegi Ákos        |
| Samantha Josephin "SammyJo" Reece Dean Carrington | Heather Locklear       | Nyírő Beáta         |
| Lindsay Blaisdel                                  | Katy Kurtzman          | Nemes Takách Kata   |
| Cecil Baldwin Colby                               | Lloyd Bochner          | Tolnai Miklós       |
| Joseph Arlington Aynders                          | Lee Bergere            | Tardy Balázs        |
| Dr. Nick Toscanni                                 | James Farentino        | Oszter Sándor       |
| Peter De Vilbis                                   | Helmut Berger          | Kárpáti Levente     |
| Walter Lankershim                                 | Dale Robertson         | Kránitz Lajos       |
| Mark Howard Jennings                              | Geoffrey Scott         | Barbinek Péter      |
| Benjamin "Ben" Carrington                         | Christopher Cazenove   | Fazekas István      |
| Michael Culhane                                   | Wayne Northrop         | Megyeri János       |
| Tracy Kendall                                     | Deborah Adair          | Liptai Claudia      |
| Clayburn "Clay" Fallmont                          | Ted McGinley           | Juhász Károly       |
| Cassandra "Caress" Morrell                        | Kate O'Mara            | Incze Ildikó        |
| Garrett Boydston                                  | Ken Howard             | Konrád Antal        |